# أدولف فراي (كاتب)
أدولف فراي هو مؤرخ أدبي وكاتب سويسري، ولد في 18 فبراير 1855 في Küttigen ‏ في سويسرا، وتوفي في 12 فبراير 1920 في زيورخ في سويسرا.

## وصلات خارجية
- أدولف فراي على موقع الموسوعة البريطانية (الإنجليزية)
- أدولف فراي على موقع ميوزك برينز (الإنجليزية)
- أدولف فراي على موقع ديسكوغز (الإنجليزية)